# Batalha de Inchon
A Batalha de Inchon (em coreano:  인천 상륙 작전, Hanja: 仁川上陸作戰, Incheon Sangnyuk Jakjeon; Codinome: Operação Chromite) foi uma invasão anfíbia e uma batalha travada durante a Guerra da Coreia que resultou em uma vitória decisiva e uma reviravolta estratégica para as Nações Unidas (ONU).
A batalha começou em 15 de setembro de 1950 e se encerrou dois dias depois, em 17 de setembro. Com um ataque longe do perímetro de Pusan que a ONU e a Coreia do Sul estavam desesperadamente defendendo, a cidade desprotegida de Incheon foi tomada após um bombardeio das forças da ONU. A batalha colocou um fim na série de vitórias por parte do Exército Popular da Coreia do Norte (NKPA). Com a batalha foi aberto um caminho para Seul cortando a linha de suprimentos do exército norte-coreano.
A maior parte das forças de invasão da ONU eram membros do Corpo de Fuzileiros Navais dos Estados Unidos, comandados pelo General do Exército Douglas MacArthur. MacArthur comandava a operação nos bastidores, indo de encontro a antipatia de outros generais que reclamavam sobre um ataque em terreno pouco favorável.

## Fotos da batalha

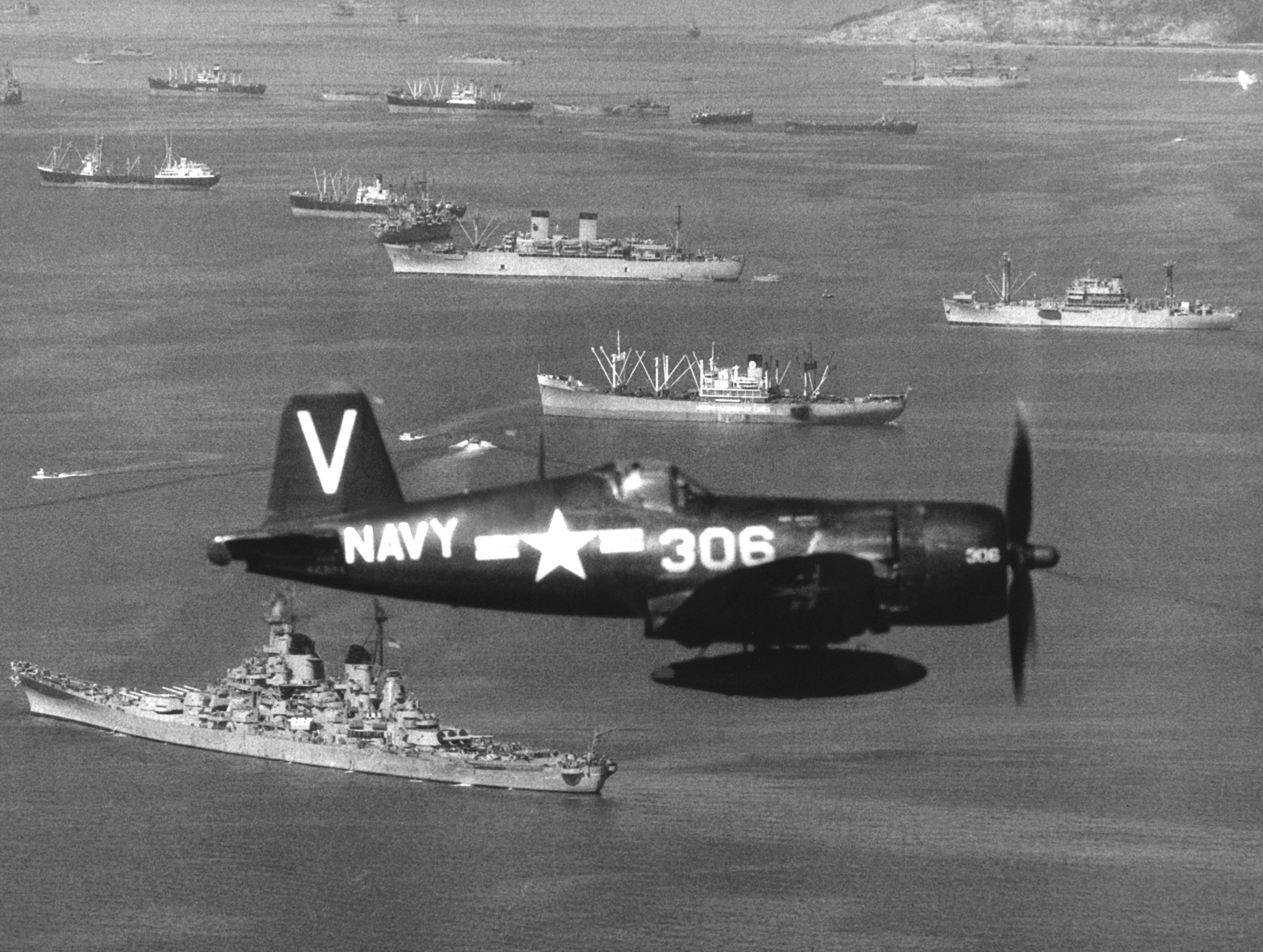
Um F4 Corsair sobrevoando a frota de invasão Aliada.
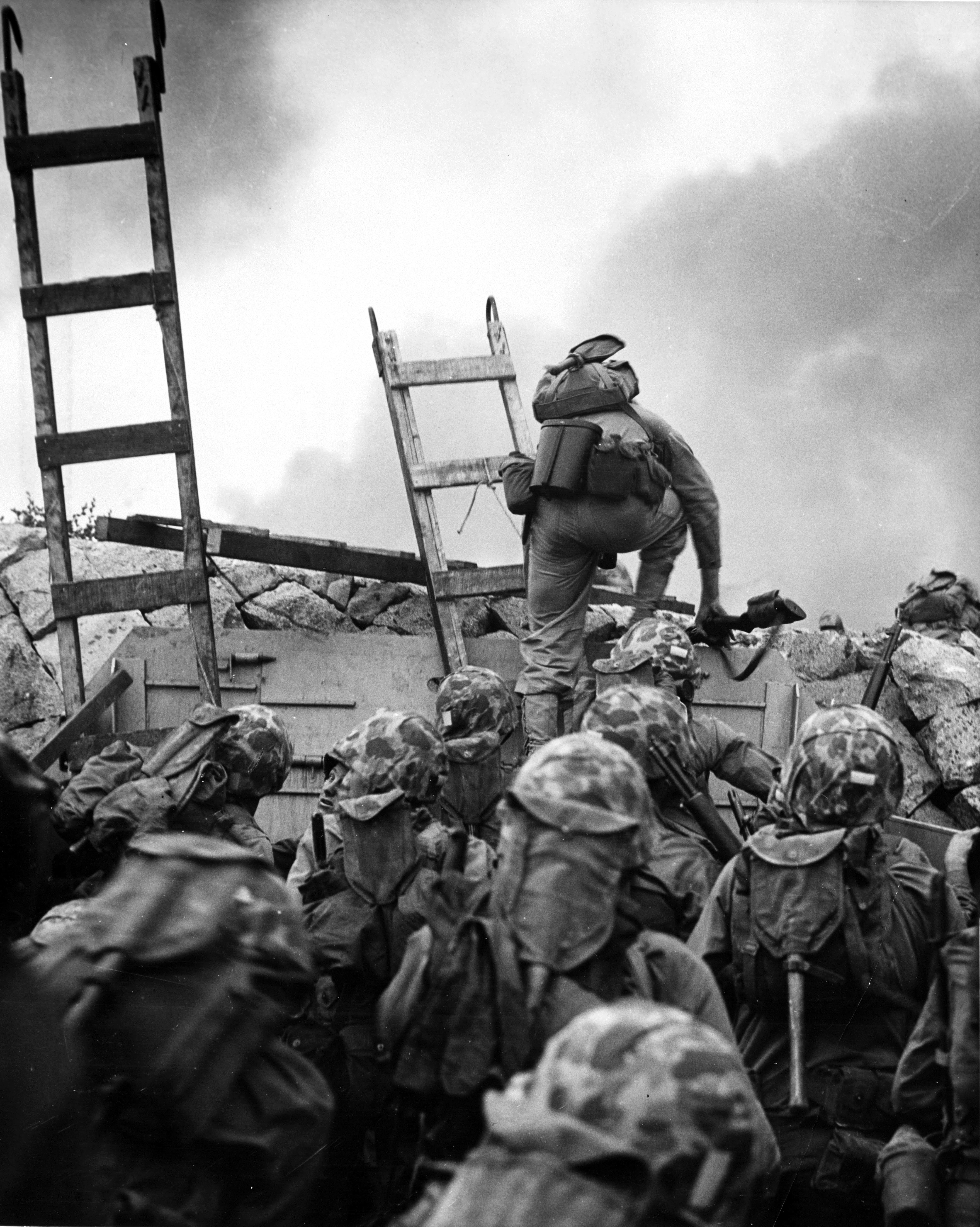
O Tenente Baldomero Lopez subindo um quebra mar em Inchon durante os desembarques. Lopez foi morto ainda naquele dia após se jogar sobre uma granada para salvar seus colegas fuzileiros. Ele foi postumamente condecorado com a Medalha de Honra.
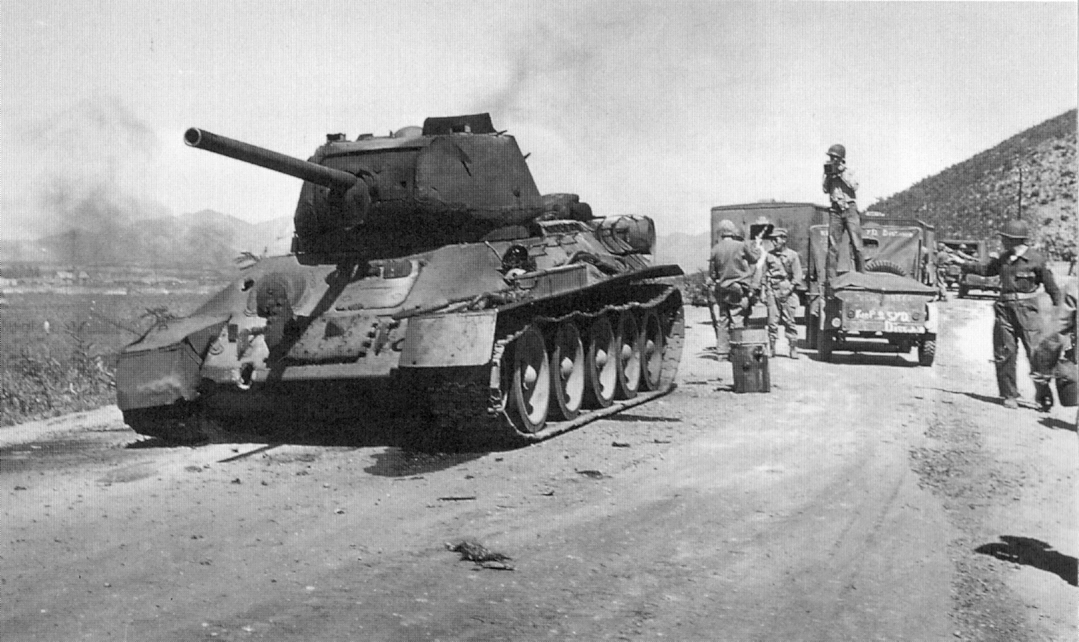
Um T-34 norte-coreano danificado que foi abandonado pelas forças comunistas.
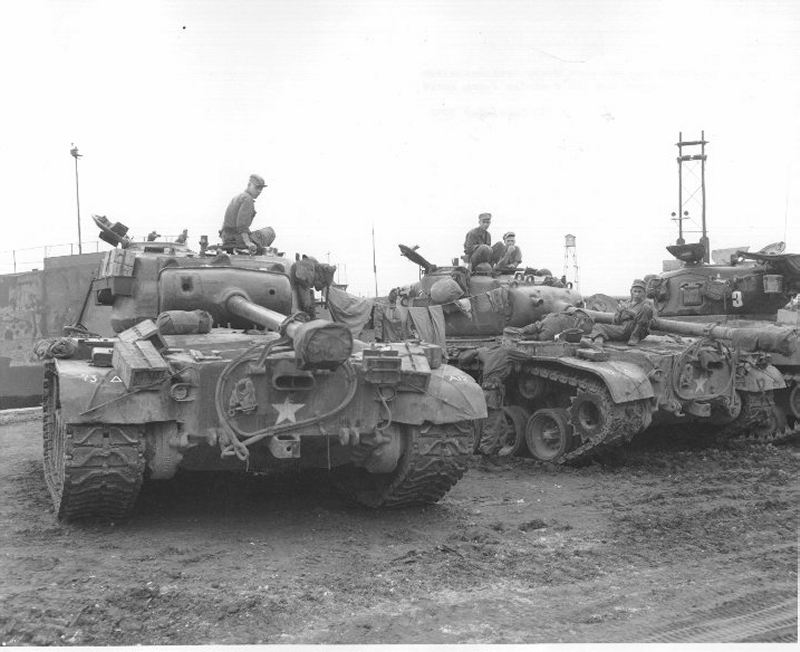
O M26 Pershing americano na Coreia. Os tanques norte-coreanos não foram páreos para os modernos blindados americanos.